# Phillip Morrison
Phillip Cameron Morrison (São Luís, 29 de dezembro de 1984) é um nadador brasileiro e ex-atleta olímpico.
Filho de pai estadunidense e mãe brasileira, Phillip tem dupla cidadania.
É formado em Earth Systems e, atualmente, trabalha em uma empresa de tecnologia sustentável em San Francisco, na Califórnia.

## Trajetória esportiva
Começou a nadar no Maranhão, onde conquistou dois títulos estaduais. Em 2001 foi estudar em Louisiana, nos Estados Unidos, onde também nadava e venceu as principais competições de high school; esses resultados lhe renderam uma bolsa para estudar na Universidade Stanford.
Foi aos Jogos Olímpicos de Verão de 2008 em Pequim, como reserva, mas participou do revezamento 4x200 metros nado livre, ficando em 16º lugar.